# Villeparois
Villeparois är en kommun i departementet Haute-Saône i regionen Bourgogne-Franche-Comté i östra Frankrike. Kommunen ligger i kantonen Vesoul-Est som tillhör arrondissementet Vesoul. År 2022 hade Villeparois 190 invånare.

## Befolkningsutveckling
Antalet invånare i kommunen Villeparois
| Referens: INSEE |